# Orphium frutescens
Orphium es un género monotípico de plantas con flores perteneciente a la familia Gentianaceae. Su única especie, Orphium frutescens, es originaria de Sudáfrica. Orphium arenarium C.Presl se ha propuesto como otra especie, pero los datos sugieren que es sinónimo de Chironia arenaria E.Mey.

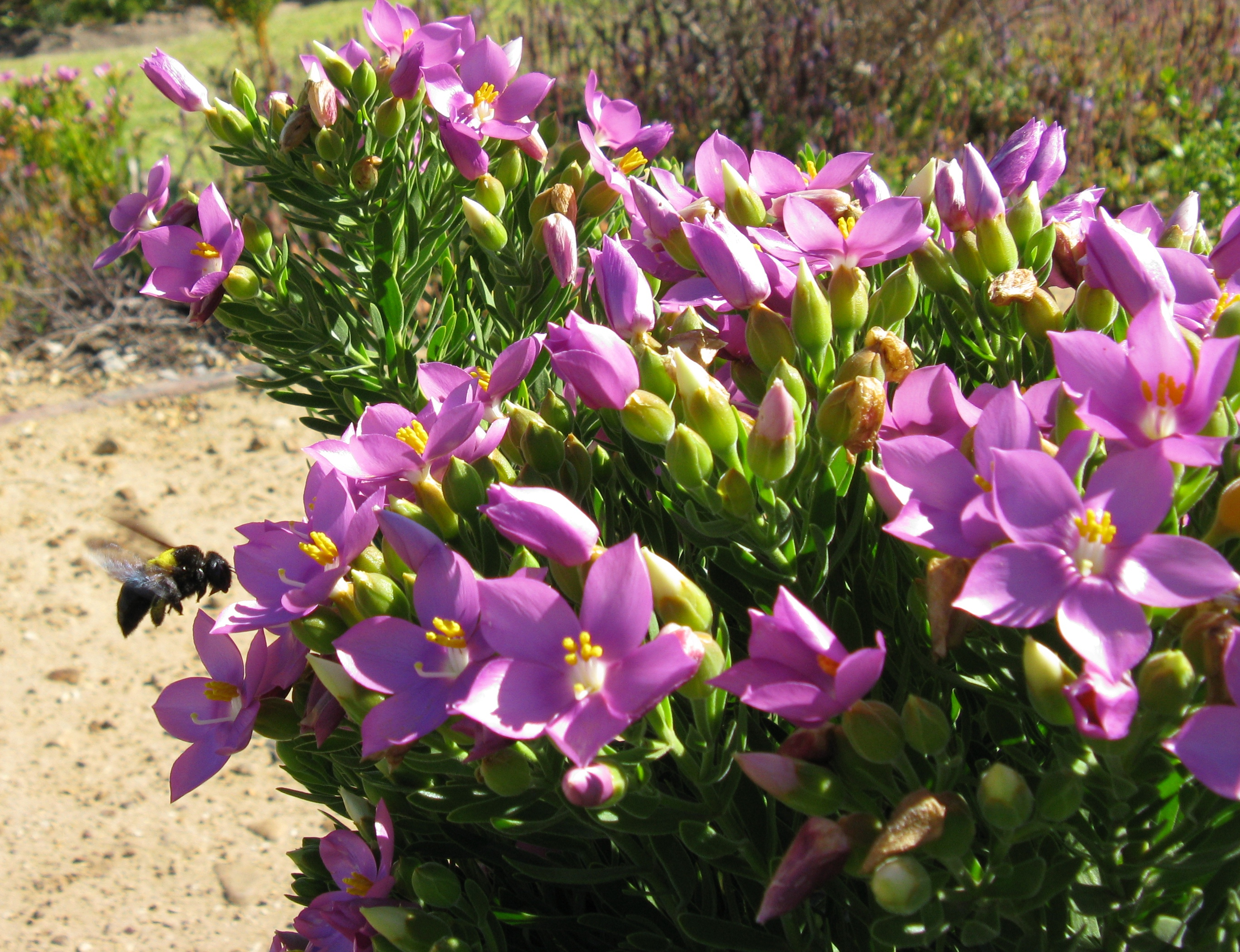
Vista de la planta

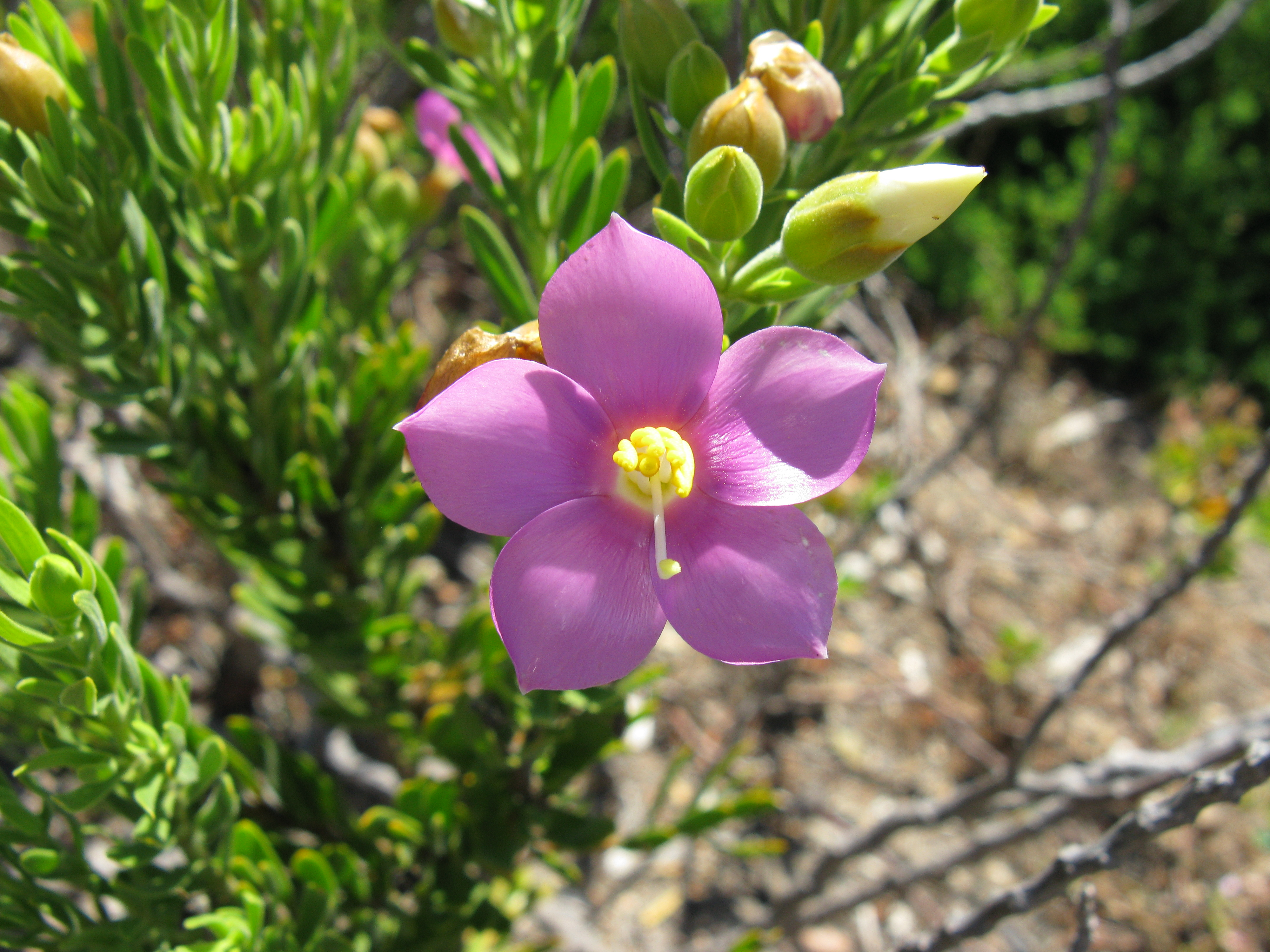
Detalle de la flor

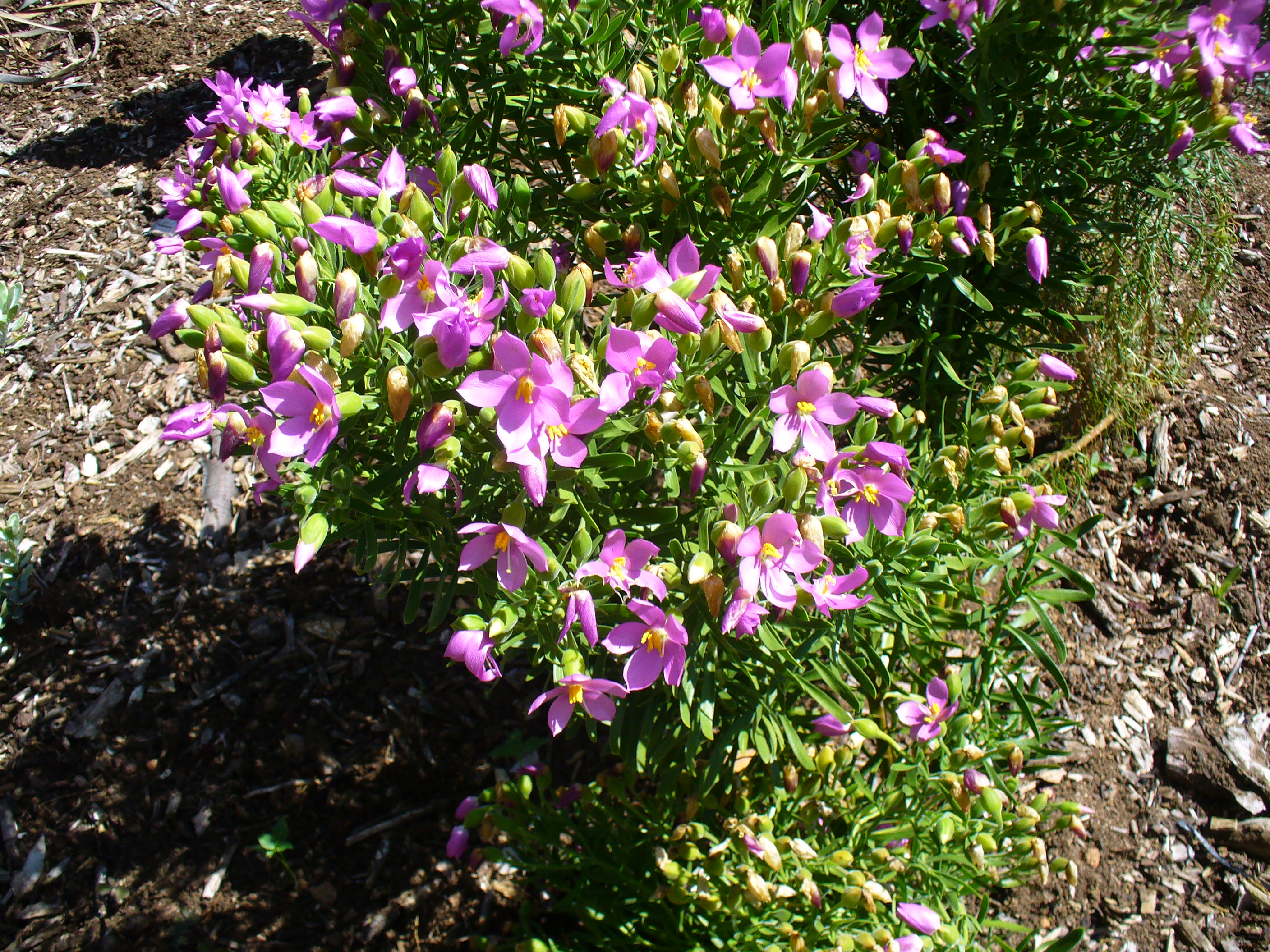
En su hábitat

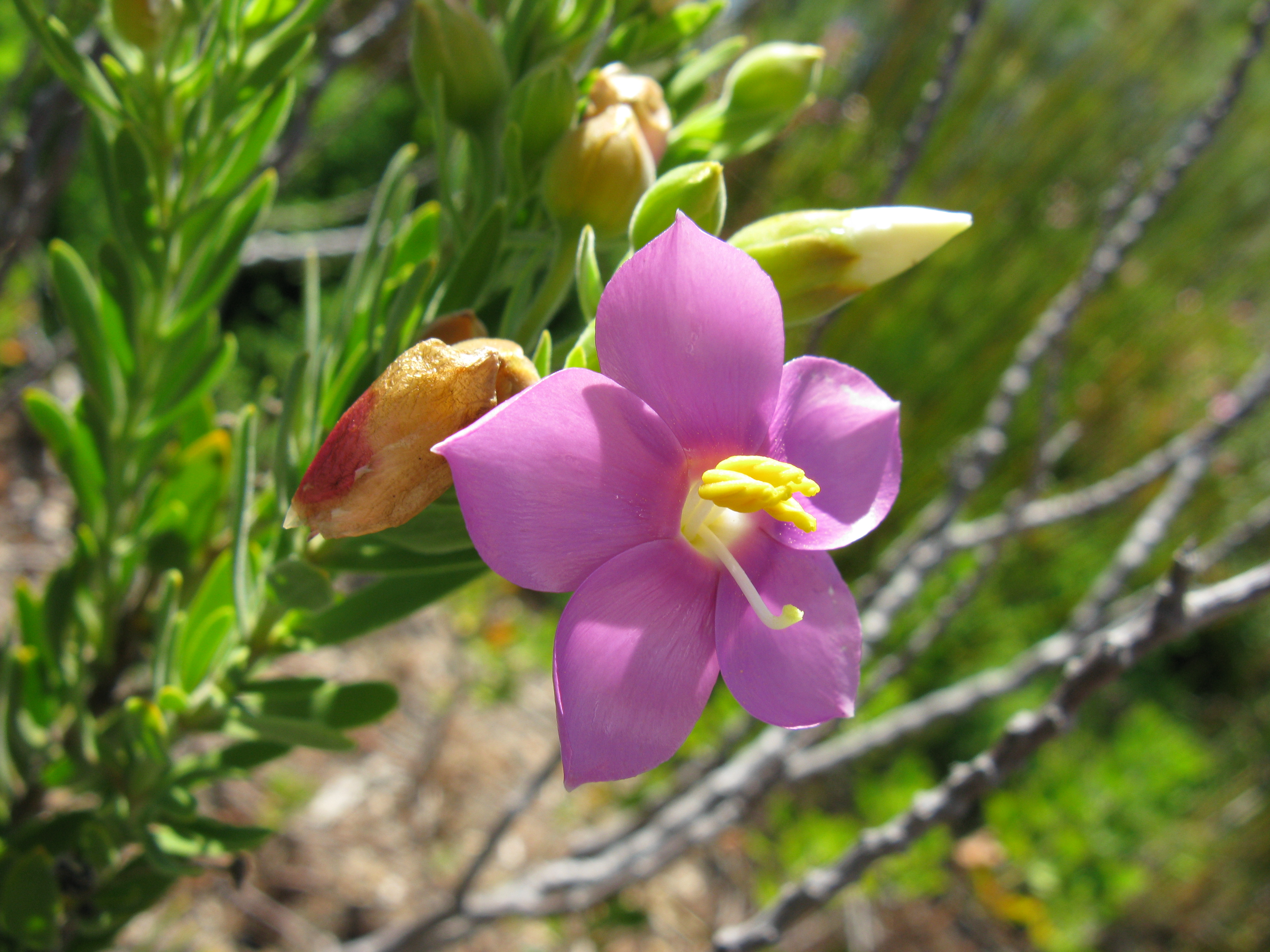
Flor

## Descripción
Tiene el hábito de un erecto subarbusto ramificado, más o menos pubescente, con ramas frondosas hasta el ápice. Las hojas son opuestas, sésiles y bastante abundantes. Son bastante gruesas, ligeramente correosas y  lineales a cuneadas.
Algunas de las flores pueden ser solitarias, mientras que otras nacen en inflorescencias en forma de cimas laxas,  terminales o en las axilas de las hojas superiores. El cáliz tiene cinco lóbulos alrededor de la base de la corola. El tubo es corto y acampanado , con una parte anular, crenulado el disco en el interior en la base.  La corola es un rojo vibrante dulce, o raramente blancas, lo que destaca las vivas anteras amarillas. El tubo de la corola es tan largo como el cáliz o ligeramente más largo. Los pétalos son oblongos a casi circulares, ligeramente más largos que el tubo. Los estambres se insertan debajo de la boca del tubo. Las anteras son erectas, con un giro espiral ligero. Las anteras son poricidas y requieren polinización por zumbido. El ovario tiene un solo lóculo con placentación paralela. El estigma es terminal y peltado.
El fruto es una cápsula que se divide septicidamente.

## Hábitat y cultivo

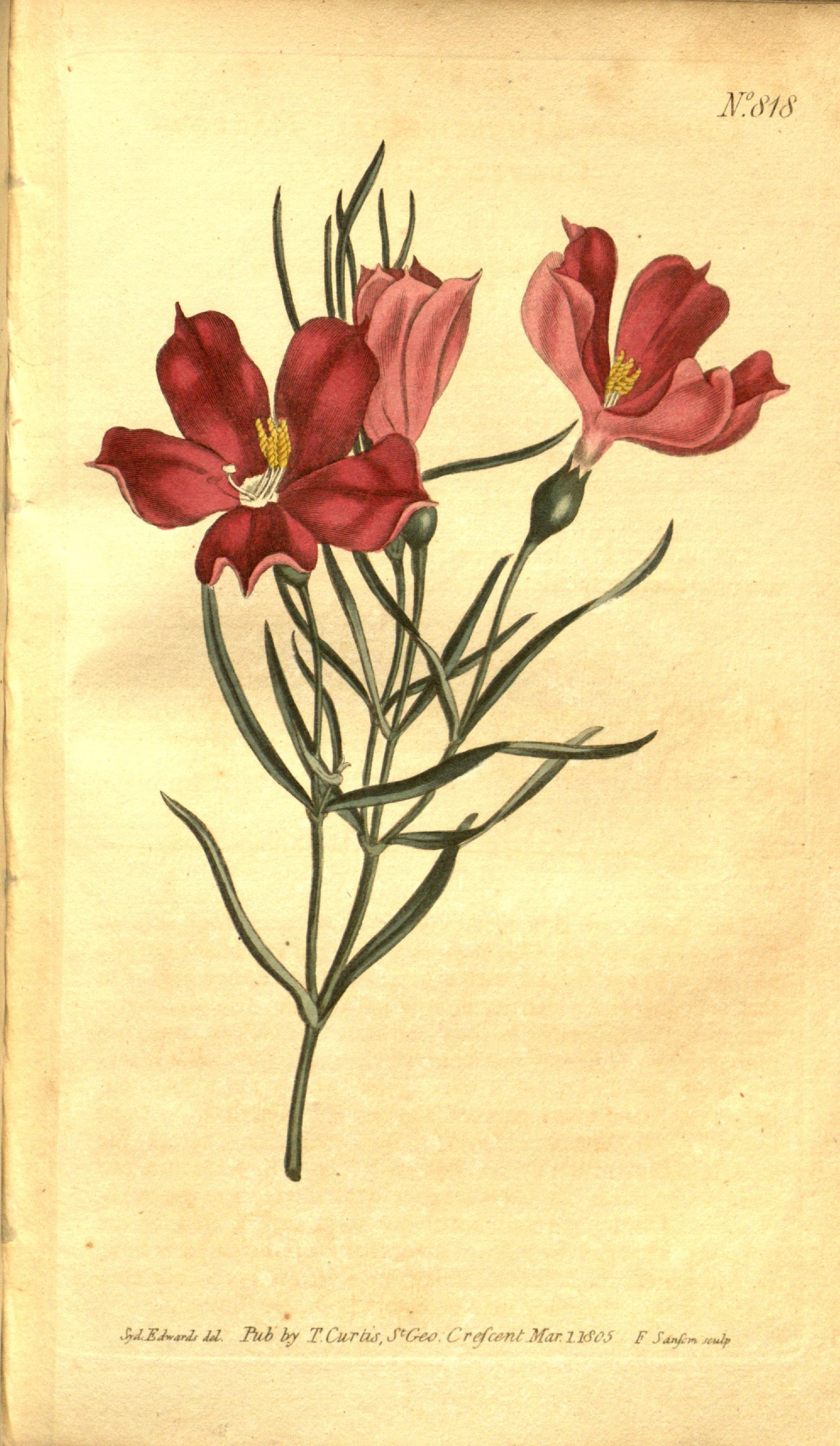
Ilustración de 1805

Orphium frutescens crece en las regiones costeras del oeste de la provincia del Cabo, Sudáfrica. A menudo se encuentra en la costa donde se tolera suelos arenosos y salinos. También tolera arcilla. Prefiere temperaturas de 7 ° a 24 °. Ha sido cultivada en los jardines de Kew en Londres desde finales del siglo XVIII. Las flores no liberan el polen a menos que ellos sientan las vibraciones de las abejas carpinteras nativas de Sudáfrica por lo que la planta no producirá semillas sin necesidad de intervención manual cuando se cultiva como especie exótica.